# Považany
Považany jsou obec v západním Slovensku v okrese Nové Mesto nad Váhom. Žije zde přibližně 1 200 obyvatel.

## Poloha
Obec leží na pomezí Bílých Karpat a Malých Karpat asi 4 km jižně od Nového Města nad Váhom. Východně od obce protéká řeka Váh.

## Historie
První písemná zmínka o obci byla je z roku 1297, kde se však mluví o obci Svätý Kríž. Obec Považany fakticky vznikla až roku 1960 sloučením obcí Mošovce, Svätý Kríž a Vieska.

## Památky
Nejvýznamnější pamětihodností je katolický kostel Povýšení svatého kříže postavený roku 1830.

## Významní rodáci
- Alexander Rudnay - slovenský národní buditel, katolický kněz, biskup a kardinál.